# Loi de Dirichlet
Pour les articles homonymes, voir Dirichlet (homonymie).

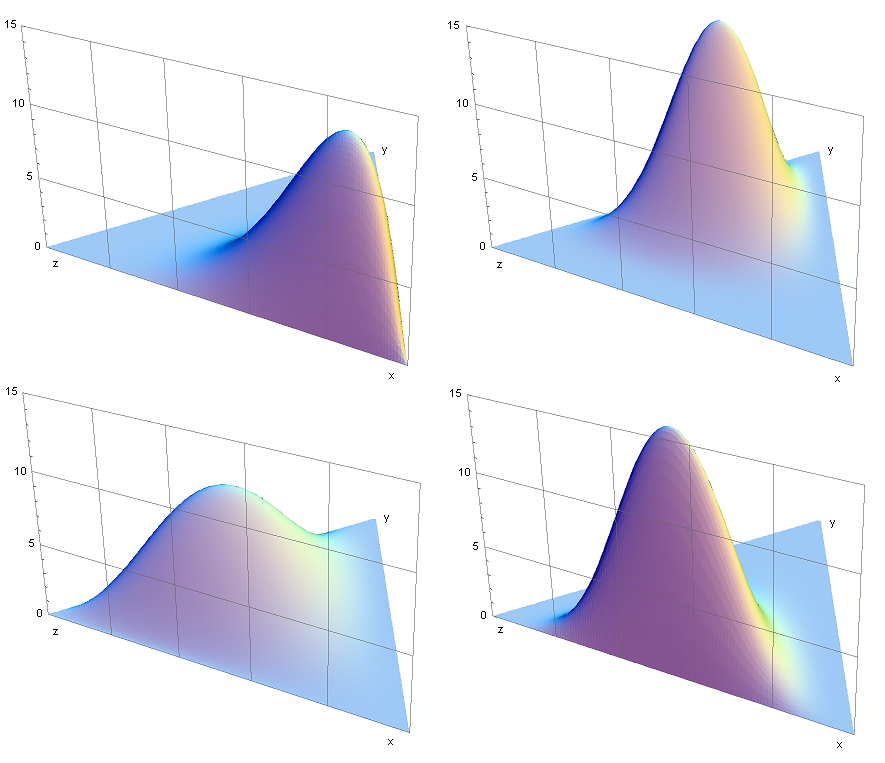
Plusieurs images de la densité de la loi de Dirichlet lorsque K=3 pour différents vecteurs de paramètres α. Dans le sens horaire à partir du coin supérieur gauche : α=(6, 2, 2), (3, 7, 5), (6, 2, 6), (2, 3, 4).

En probabilité et statistiques, la loi de Dirichlet, souvent notée Dir(α), est une famille de lois de probabilité continues pour des variables aléatoires vectorielles. Cette loi (ou encore distribution) est paramétrée par un vecteur α de nombres réels positifs. Elle tire son nom de Johann Peter Gustav Lejeune Dirichlet.
La loi de Dirichlet appartient aux lois de la famille exponentielle et peut être vue comme la généralisation vectorielle de la loi bêta.

## Densité de probabilité

Illustration du changement de la log-densité avec K=3 lorsque le vecteur α varie de α=(0.3, 0.3, 0.3) à (2.0, 2.0, 2.0), en conservant toutes les composantes individuelles égales entre elles.

La loi de Dirichlet d'ordre K ≥ 2 de paramètres α1, ..., αK > 0 possède pour densité de probabilité :
{\displaystyle f(x_{1},\dots ,x_{K};\alpha _{1},\dots ,\alpha _{K})={\frac {1}{\mathrm {B} (\alpha )}}\prod _{i=1}^{K}x_{i}^{\alpha _{i}-1}}
pour tous les x1, ..., xK > 0 vérifiant x1 + ... + xK-1 < 1, où xK est une abréviation pour 1 – x1 – ... – xK–1. La densité est nulle en dehors de ce simplexe ouvert de dimension (K − 1).
La constante de normalisation est la fonction bêta multinomiale, qui s'exprime à l'aide de la fonction gamma :
{\displaystyle \mathrm {B} (\alpha )={\frac {\prod _{i=1}^{K}\Gamma (\alpha _{i})}{\Gamma \left(\sum _{i=1}^{K}\alpha _{i}\right)}},\qquad \alpha =(\alpha _{1},\dots ,\alpha _{K}).}

## Propriétés
Soit {\displaystyle X=(X_{1},\ldots ,X_{K})\sim \operatorname {Dir} (\alpha )}, signifiant que les K – 1 premières composantes possèdent la distribution précédente et que
{\displaystyle X_{K}=1-X_{1}-\cdots -X_{K-1}.}
Posons {\displaystyle \textstyle \alpha _{0}=\sum _{i=1}^{K}\alpha _{i}}. Alors
{\displaystyle \mathrm {E} [X_{i}]={\frac {\alpha _{i}}{\alpha _{0}}},}
et
{\displaystyle \mathrm {Var} [X_{i}]={\frac {\alpha _{i}(\alpha _{0}-\alpha _{i})}{\alpha _{0}^{2}(\alpha _{0}+1)}},}
En fait, les densités marginales sont des lois bêta :
{\displaystyle X_{i}\sim \operatorname {Beta} (\alpha _{i},\alpha _{0}-\alpha _{i}).}
Qui plus est pour {\displaystyle i\neq j},
{\displaystyle \mathrm {Cov} [X_{i}X_{j}]=-{\frac {\alpha _{i}\alpha _{j}}{\alpha _{0}^{2}(\alpha _{0}+1)}}.}
Le mode de la distribution est le vecteur (x1, ..., xK) avec
{\displaystyle x_{i}={\frac {\alpha _{i}-1}{\alpha _{0}-K}},\quad \alpha _{i}>1.}

### Agrégation
Si {\displaystyle X=(X_{1},\ldots ,X_{K})\sim \operatorname {Dir} (\alpha _{1},\ldots ,\alpha _{K})},alors {\displaystyle X'=(X_{1},\ldots ,X_{i}+X_{j},\ldots ,X_{K})\sim \operatorname {Dir} (\alpha _{1},\ldots ,\alpha _{i}+\alpha _{j},\ldots ,\alpha _{K})}. Cette propriété d'agrégation permet d'obtenir la distribution marginale de {\displaystyle X_{i}} mentionnée plus haut.

### Inégalité
La fonction de densité de probabilité {\displaystyle f\left(x_{1},\ldots ,x_{K-1};\alpha _{1},\ldots ,\alpha _{K}\right)} joue un rôle clé dans une inégalité multifonctionnelle qui implique diverses bornes pour la distribution de Dirichlet.
Une autre inégalité relie la fonction génératrice des moments de la distribution de Dirichlet à la conjugué convexe de la divergence de Kullback-Leibler inversée multiplié par le facteur d’échelle de la loi de Dirichlet :
{\displaystyle \log \operatorname {E} \left(\exp {\sum _{i=1}^{K}s_{i}X_{i}}\right)\leq \sup _{p}\sum _{i=1}^{K}\left(p_{i}s_{i}-\alpha _{i}\log \left({\frac {\alpha _{i}}{\alpha _{0}p_{i}}}\right)\right),}
où le supremum est pris sur p, parcourant le simplexe à (K − 1) dimensions.

## Distributions associées
- Si, pour {\displaystyle i\in \{1,2,\ldots ,K\},}

{\displaystyle Y_{i}\sim \gamma (\alpha _{i},1),}, où γ désigne la distribution Gamma, indépendamment
alors
{\displaystyle V=\sum _{i=1}^{K}Y_{i}\sim \gamma \left(\sum _{i=1}^{K}\alpha _{i},1\right),}
et
{\displaystyle (X_{1},\ldots ,X_{K})=(Y_{1}/V,\ldots ,Y_{K}/V)\sim \operatorname {Dir} (\alpha _{1},\ldots ,\alpha _{K}).}
Bien que les Xi ne soient pas indépendants, ils peuvent néanmoins générer un échantillon de {\displaystyle K} variables aléatoires, distribuées selon une distribution Gamma. Malheureusement, puisque la somme {\displaystyle V} est perdue lors de la génération de X = (X1, ..., XK), il n'est pas possible de retrouver les variables Gamma initiales.
- Les marginales d'une loi de Dirichlet sont des lois bêta :

{\displaystyle X_{i}\sim \operatorname {Beta} \left(\alpha _{i},\sum _{k=1}^{K}\alpha _{k}-\alpha _{i}\right).}

## Génération de (pseudo-)nombres aléatoires (RNG)
Une méthode pour obtenir un vecteur aléatoire {\displaystyle x=(x_{1},\ldots ,x_{K})} à partir de la distribution de Dirichlet de dimension K de paramètres {\displaystyle (\alpha _{1},\ldots ,\alpha _{K})} est fournie par la remarque précédente. Tout d'abord, on tire K variables indépendantes {\displaystyle y_{1},\ldots ,y_{K}} selon des distributions Gamma, chacune avec la densité
{\displaystyle {\textrm {Gamma}}(\alpha _{i},1)={\frac {y_{i}^{\alpha _{i}-1}\;e^{-y_{i}}}{\Gamma (\alpha _{i})}},\!}
et on pose finalement
{\displaystyle x_{i}=y_{i}/\sum _{j=1}^{K}y_{j}.\!}

## Interprétations intuitives des paramètres

### Découpage d'une ficelle
Une illustration de la distribution de Dirichlet apparaît lorsque l'on désire découper des ficelles (toutes de longueur initiale 1.0) en K pièces de différentes longueurs, et où chaque pièce a, en moyenne, une longueur désignée mais cette longueur est autorisée à varier. Les valeurs α/α0 spécifient les longueurs moyennes des découpes résultant de la distribution. La variance (disparité autour de la moyenne) varie inversement avec α0.

### Modèles d'urne et simulations du cas particulier des urnes de Pólya
Considérons une urne contenant K couleurs différentes. Initialement, l'urne contient α1 boules de couleur 1, α2 boules de couleur 2, etc. Procédons alors à N tirages dans l'urne suivant ce protocole : chaque boule tirée est replacée dans l'urne et on y ajoute  une boule supplémentaire de même couleur. Lorsque N devient très grand, les proportions des boules de différentes couleurs sont distribuées selon {\displaystyle \operatorname {Dir} (\alpha _{1},\ldots ,\alpha _{K})}.
Notons que chaque tirage modifie la probabilité d'obtenir une couleur donnée. Cette modification s'atténue d'ailleurs avec le nombre de tirages, puisque l'effet marginal de l'ajout d'une boule supplémentaire diminue avec l'augmentation du nombre total de boules dans l'urne.